# 元江駅
元江駅 （中国語: 元江站、英語: Yuanjiang railway station) は、中華人民共和国雲南省玉渓市元江ハニ族イ族タイ族自治県にある玉磨線の鉄道駅であり、標高約800mのところにある。

## 駅周辺
- 元江特大橋 - 全長832m、橋脚は最長で154m。橋の下を流れる川は紅河。ラオス中国鉄道の鉄橋は300本以上あり、その中でこの橋が最も大きい[1]。
- 紅河ハニ棚田群 - 世界遺産。採れる米は赤米で鉄分やマグネシウムの含有量が白米より多い。